# Ammassivik Helistop
Ammassivik Helistop (IATA: , ICAO: BGAS) er en grønlandsk flyveplads beliggende i Ammassivik med et græslandingsområde med en radius på 15 m. I 2008 var der 238 afrejsende passagerer fra flyvepladsen fordelt på 85 starter (gennemsnitligt 2,80 passagerer pr. start).
Ammassivik Helistop drives af Mittarfeqarfiit, Grønlands Lufthavnsvæsen. Statens Luftfartsvæsen fører tilsyn med flyvepladsen.

## Eksterne links
- AIP for BGAS fra Statens Luftfartsvæsen Arkiveret 24. februar 2012 hos  Wayback Machine